# Карамышевы (башкирский род)
Карамышевы (баш. Ҡарамышевтар) — дворянский род. Из башкир деревни Макарово Стерлитамакского уезда (ныне Ишимбайского района Республики Башкортостан).
Башкирский род Карамышевых записан в дворянскую родословную книгу Уфимской губернии.

## Общая характеристика
Родоначальником башкирского рода Карамышевых является Кармыш — один из предводителей юрматинцев. Согласно «Шежере племени юрматы», Кармыш участвовал в переговорах об условиях присоединения к Московскому государству и получил жалованную грамоту.
Из представителей рода известны:
- Байслан Султанович Карамышев — юртовой старшина. Принимал участие в русско-шведской войне 1788—1790 годов. Был награждён саблей;
- Рахматулла Абдулкаримович Карамышев (1804—?) — зауряд-хорунжий (1841). С 1820 года находился на службе в VIII Башкирском кантоне, а во время Польского восстания в 1830—1831 годах — в 4-м Башкирском полку. В 1840 году служил при канцелярии командующего Башкиро-мещерякским войском, а с 1855 года — XXVII Башкирском кантоне.
- Губайдулла Нигаметуллович Карамышев (1801—?) — зауряд-хорунжий (1854). С 1821 года служил в VIII Башкирском кантоне, а в 1824, 1830, 1833 и 1841 годах — на Оренбургской линии. В 1838 году служил в Башкирском учебном полку. В 1846—1853 гг. являлся юртовым старшиной, а с 1855 года был на службе в XXVII Башкирском кантоне.

Из сыновей Байслана Султановича Карамышева наиболее известен:
- Ибрагим Карамышев (1802—1868) — зауряд-сотник (1833). С 1819 года служил в VIII Башкирском кантоне, с 1836 года — в должности юртового старшины, а с 1842 года — в должности помощника кантонного начальника. В 1830 году проходил службу на Оренбургской пограничной линии. В 1849—1852 гг. являлся смотрителем на пчелином заводе Башкиро-мещерякского войска. С 1855 года был на службе в XXVII Башкирском кантоне. Принимал участие в строительстве комплекса Караван-Сарай в Оренбурге.

Из сыновей Ибрагима Байслановича наиболее известны:
- Юсуф (Мухаметюсуф) Карамышев (1825—?) — кантонный начальник, войсковой старшина в Башкирском войске[2];
- Гумер Карамышев (1836—1915). Окончил Оренбургский Неплюевский кадетский корпус. Находился на службе в полицейском управлении в городов Стерлитамак и Оренбург, а позднее занимался торговлей. Построил медресе в деревне Арметрахимово, также оказывал финансовую помощь медресе деревни Кузяново и медресе «Расулия» города Троицка.

Сыновья Юсуфа Ибрагимовича:
- Султангарей Карамышев (1844—1916) — старшина Макаровской волости Стерлитамакского уезда. После окончания Оренбургского Неплюевского кадетского корпуса был на военной службе. После занимался торговлей;
- Батыргарей Карамышев. После окончания Казанской татарской учительской школы преподавал в русско-башкирских училищах, а позднее — в Макаровской средней школе.

Из сыновей Батыргарея Юсуфовича наиболее известны:
- Гирей (Мухамедгарей) Карамышев (1888—1922) — деятель Башкирского национального движения, член Башкирского правительства.
- Амир Карамышев (1892—1918) — военный деятель, активный участник гражданской войны в России и Башкирского национального движения, ротмистр.
- Мухтар Карамышев (1895—?) — военный деятель, активный участник гражданской войны в России и Башкирского национального движения, ротмистр.

Потомки Ильяса Аккубековича Карамышева (Аккубек - Ильяс - Ахметьян - Абдулхак - Ахат):
- Аха́т Абдулха́кович Ахметья́нов (башк. Әхмәтйәнов Әхәт Әбделхаҡ улы; 10 августа 1918 — 3 августа 1976) — советский участник Великой Отечественной войны, снайпер 260-го стрелкового полка 168-й стрелковой дивизии, старший сержант. Всего уничтожил 502 врага (к 15 января 1944 года).
- Абдулхак Ахметьянович Карамышев (1878—1941) участвовал в Русско-японской и Первой мировой войнах, 1937 году был репрессирован.

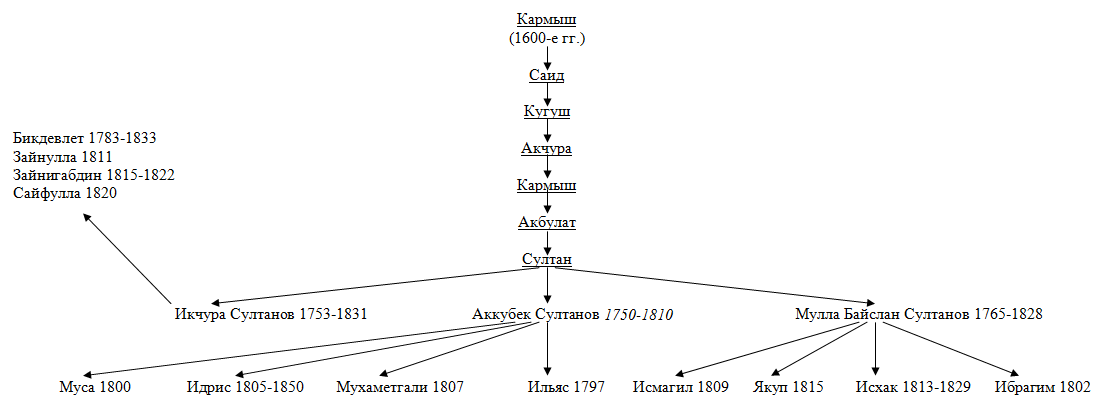

Родословная рода Карамышевых: